# Дайто (город)
Да́йто (яп. 大東市 Дайто:-си) — город в Японии, находящийся в префектуре Осака. Площадь города составляет 18,27 км², население — 124 168 человек (1 августа 2014), плотность населения — 6796,28 чел./км².

## Географическое положение
Город расположен на острове Хонсю в префектуре Осака региона Кинки. С ним граничат города Осака, Кадома, Неягава, Сидзёнавате, Хигасиосака, Икома.

## Население
Население города составляет 124 168 человек (1 августа 2014), а плотность — 6796,28 чел./км².

## Символика
Деревом города считается Viburnum odoratissimum, цветком — хризантема.